# Super liga Srbije (2025/2026)
Ten artykuł dotyczy trwającego lub niedawnego wydarzenia sportowego. Informacje w nim zamieszczone mogą się zmienić lub zdezaktualizować wraz z postępem zdarzenia. Początkowe doniesienia, wyniki lub statystyki mogą być niepewne. Ostatnie aktualizacje do tego artykułu mogą nie odzwierciedlać najbardziej aktualnych informacji.
Super liga Srbije 2025/2026 (znana jako Mozzart Bet SuperLiga ze względów sponsorskich) – 20. edycja najwyższej klasy rozgrywkowej piłki nożnej w Serbii.
Bierze w niej udział 16 drużyn, które w okresie od 19 lipca 2025 do 25 maja 2026 rozegrają w dwóch fazach 37 kolejek meczów.
Sezon zakończą baraże o miejsce w przyszłym sezonie w SuperLiga. Obrońcą tytułu jest Crvena zvezda.

## Drużyny
| Uczestnicy poprzedniej edycji                                                                                 | Uczestnicy poprzedniej edycji | Uczestnicy poprzedniej edycji | Uczestnicy poprzedniej edycji |
| --- | ----------------------------- | ----------------------------- | ----------------------------- |
| CRV | FK Crvena zvezda              | 1                             |                               |
| PAR | Partizan Belgrad              | 2                             |                               |
| NVP | FK Novi Pazar                 | 3                             |                               |
| OFK | OFK Beograd                   | 4                             |                               |
| RDK | Radnički Kragujevac           | 5                             |                               |
| VOJ | FK Vojvodina                  | 6                             |                               |
| TSC | TSC Bačka Topola              | 7                             |                               |
| MLČ | Mladost Lučani                | 8                             |                               |
| ČKR | FK Čukarički                  | 9                             |                               |
| ŽEL | Železničar Pančevo            | 10                            |                               |
| IMT | IMT                           | 11                            |                               |
| SPS | Spartak Subotica              | 12                            |                               |
| po barażach                                                                                                   |                               |                               |                               |
| RDN | Radnički Niš                  | 13                            |                               |
| NPK | Napredak Kruševac             | 14                            |                               |
| Awans z Prva liga Srbije                                                                                      |                               |                               |                               |
| RDS | Radnik Surdulica              | 1                             |                               |
| JVR | Javor Ivanjica                | 2                             |                               |
| Oznaczenia: - kolumna pierwsza – skróty nazw drużyn, - kolumna trzecia – miejsce zajęte w poprzednim sezonie. |                               |                               |                               |

## Faza zasadnicza

### Tabela
| Lp. | Drużyna            | M | Z | R | P | B+ | B– | +/– | Pkt | Kwalifikacja      |
| --- | ------------------ | - | - | - | - | -- | -- | --- | --- | ----------------- |
| 1   | Crvena zvezda      | 4 | 4 | 0 | 0 | 16 | 2  | +14 | 12  | grupa mistrzowska |
| 2   | Partizan           | 4 | 4 | 0 | 0 | 15 | 4  | +11 | 12  | grupa mistrzowska |
| 3   | Vojvodina          | 4 | 3 | 1 | 0 | 9  | 4  | +5  | 10  | grupa mistrzowska |
| 4   | Čukarički          | 5 | 3 | 1 | 1 | 8  | 6  | +2  | 10  | grupa mistrzowska |
| 5   | Železničar Pančevo | 5 | 2 | 2 | 1 | 8  | 3  | +5  | 8   | grupa mistrzowska |
| 6   | Novi Pazar         | 4 | 2 | 1 | 1 | 8  | 6  | +2  | 7   | grupa mistrzowska |
| 7   | TSC Bačka Topola   | 5 | 2 | 1 | 2 | 5  | 5  | 0   | 7   | grupa mistrzowska |
| 8   | OFK Beograd        | 5 | 2 | 0 | 3 | 7  | 13 | −6  | 6   | grupa mistrzowska |
| 9   | Mladost Lučani     | 5 | 1 | 2 | 2 | 5  | 9  | −4  | 5   | grupa spadkowa    |
| 10  | Radnički Nisz      | 5 | 1 | 1 | 3 | 7  | 10 | −3  | 4   | grupa spadkowa    |
| 11  | Spartak Subotica   | 5 | 1 | 1 | 3 | 6  | 9  | −3  | 4   | grupa spadkowa    |
| 12  | Radnik Surdulica   | 5 | 1 | 1 | 3 | 3  | 6  | −3  | 4   | grupa spadkowa    |
| 13  | IMT                | 5 | 1 | 1 | 3 | 6  | 14 | −8  | 4   | grupa spadkowa    |
| 14  | Radnički 1923      | 4 | 0 | 3 | 1 | 4  | 5  | −1  | 3   | grupa spadkowa    |
| 15  | Napredak Kruševac  | 5 | 0 | 3 | 2 | 4  | 10 | −6  | 3   | grupa spadkowa    |
| 16  | Javor-Matis        | 4 | 0 | 2 | 2 | 4  | 9  | −5  | 2   | grupa spadkowa    |

### Wyniki
| Gospodarz \ Gość   | ČUK | IMT | JAV | MLA | NAP | NPZ | OFK | PAR | RDK | RNI | RSU | RSB | SPA | TSC | VOJ | ŽEL |
| ------------------ | --- | --- | --- | --- | --- | --- | --- | --- | --- | --- | --- | --- | --- | --- | --- | --- |
| Čukarički          |     |     |     |     | 1–0 |     |     |     |     | 1–1 |     |     | 2–1 |     |     |     |
| IMT                | 1–3 |     |     |     |     |     |     |     |     |     |     |     |     |     |     | 1–4 |
| Javor-Matis        |     |     |     |     |     |     |     |     | 2–2 |     |     |     |     |     |     |     |
| Mladost Lučani     |     | 1–1 |     |     |     |     |     |     |     |     | 1–0 | 1–4 |     |     |     |     |
| Napredak Kruševac  |     |     |     |     |     | 2–2 |     | 2–7 |     |     |     |     |     |     |     |     |
| Novi Pazar         |     | 1–2 |     |     |     |     |     |     |     |     | 2–0 |     |     |     |     |     |
| OFK Beograd        |     | 5–1 | 1–0 |     |     |     |     |     |     |     |     |     | 1–3 |     | 1–2 |     |
| Partizan           |     |     |     |     |     |     |     |     | 2–1 |     |     |     |     |     |     |     |
| Radnički 1923      |     |     |     |     | 0–0 |     |     |     |     |     |     |     |     |     |     | 1–1 |
| Radnički Nisz      |     |     |     | 3–1 |     | 2–3 |     |     |     |     |     |     |     |     |     |     |
| Radnik Surdulica   | 3–1 |     |     |     |     |     |     |     |     |     |     |     |     | 0–0 |     |     |
| Crvena zvezda      |     |     | 4–0 |     |     |     | 7–1 |     |     |     |     |     |     | 1–0 |     |     |
| Spartak Subotica   |     |     |     | 1–1 |     |     |     |     |     |     |     |     |     |     | 1–3 |     |
| TSC Bačka Topola   |     |     |     |     |     |     | 1–3 |     |     | 2–1 |     |     | 2–0 |     |     |     |
| Vojvodina          |     |     | 2–2 |     |     |     |     |     |     |     | 2–0 |     |     |     |     |     |
| Železničar Pančevo |     |     |     |     | 0–0 |     |     | 0–1 |     | 3–0 |     |     |     |     |     |     |

## Najlepsi strzelcy
| Bramki | Strzelcy         | Drużyna            |
| ------ | ---------------- | ------------------ |
| 6      | Aleksandar Katai | Crvena zvezda      |
| 4      | Andrej Kostić    | Partizan           |
| 4      | Sava Petrov      | Železničar Pančevo |
| 3      | Mirko Ivanić     | Crvena zvezda      |
| 3      | Slobodan Tedić   | Čukarički          |
| 3      | Stefan Tomović   | Spartak Subotica   |

Stan na 2025-08-17. .

## Stadiony
| Čukarički               |
| ----------------------- |
| Stadion na Banovom brdu |
| 4070                    |
|                         |

| IMT             |
| --------------- |
| Stadion Lagator |
| 8030            |
|                 |

| Javor Ivanjica  |
| --------------- |
| Stadion Miejski |
| 3000            |
|                 |

| Mladost Lučani  |
| --------------- |
| Stadion Mladost |
| 5944            |
|                 |

| Napredak Kruševac |
| ----------------- |
| Stadion Mladost   |
| 10 331            |
|                   |

| Novi Pazar      |
| --------------- |
| Stadion Miejski |
| 9200            |
|                 |

| Partizan          |
| ----------------- |
| Stadion Partizana |
| 32 710            |
|                   |

| Radnički 1923     |
| ----------------- |
| Stadion Čika Dača |
| 15 100            |
|                   |

| Radnički Nisz |
| ------------- |
| Stadion Čair  |
| 18 151        |
|               |

| Radnik Surdulica          |
| ------------------------- |
| Gradski stadion Surdulica |
| 3312                      |
|                           |

| OFK Beograd        |
| ------------------ |
| Kraljevica Stadium |
| 8168               |
|                    |

| Crvena zvezda       |
| ------------------- |
| Stadion Rajko Mitić |
| 55 538              |
|                     |

| Spartak Subotica |
| ---------------- |
| Stadion Miejski  |
| 13 020           |
|                  |

| TSC Bačka Topola |
| ---------------- |
| TSC Arena        |
| 4500             |
|                  |

| Vojvodina         |
| ----------------- |
| Stadion Karađorđe |
| 14 458            |
|                   |

| Železničar         |
| ------------------ |
| Stadion SC Mladost |
| 1200               |
|                    |

Źródło:.